# Spengler Cup 2019
Der Spengler Cup 2019 (französisch Coupe Spengler 2019) war die 93. Auflage des gleichnamigen Wettbewerbs und fand vom 26. bis 31. Dezember 2019 im Schweizer Luftkurort Davos statt. Als Spielstätte fungierte das dortige Eisstadion. Insgesamt besuchten 68'048 Zuschauer die elf Turnierspiele, was einem Schnitt von 6'186 pro Partie entspricht.
Es siegte das Team Canada, das durch einen 4:0-Sieg im Finalspiel über den tschechischen Vertreter HC Oceláři Třinec das Turnier gewann. Für die Kanadier war es nach einem Jahr Unterbrechung der vierte Titel in den vergangenen fünf Jahren und der insgesamt 16. Titelgewinn seit 1984. Damit übernahmen die Kanadier die alleinige Position als Rekordsieger des Traditionsturniers.
Der Kanadier Kevin Clark war mit acht Scorerpunkten, darunter sechs Tore, erfolgreichster Akteur des Turniers.

## Modus
Die sechs teilnehmenden Teams spielen zunächst in zwei Vorrundengruppen – benannt nach den Davoser Eishockeylegenden Richard Torriani sowie den Cattini-Brüdern Ferdinand und Hans – à drei Teams in einer Einfachrunde im Modus «jeder gegen jeden», so dass jede Mannschaft zunächst zwei Spiele bestreitet, die Platzierungen nach Punkten aus. Die beiden Gruppensieger qualifizieren sich direkt für den Halbfinal, während die Zweit- und Drittplatzierten in einem K.-o.-Duell über Kreuz die beiden weiteren Halbfinalteilnehmer ausspielen. Die beiden Halbfinalsieger ermitteln am Schlusstag schliesslich den Turniersieger.

## Turnierverlauf

### Vorrunde
Gruppe Torriani
| 26. Dezember 2019 15:10 Uhr | HC Ambrì-Piotta R. Sabolič (2:28) M. D’Agostini (15:46) M. Müller (23:33) M. Müller (59:42) | 4:1 (2:0, 1:1, 1:0) Spielbericht | Salawat Julajew Ufa J. Lissawez (38:39) | Eisstadion, Davos Zuschauer: 6'300 |

| 27. Dezember 2019 15:10 Uhr | TPS Turku O. Lehtinen (5:50) A. Anttalainen (30:51) T. Sund (32:30) I. Filppula (35:08) | 4:3 (1:1, 3:0, 0:2) Spielbericht | Salawat Julajew Ufa E. Gimatow (12:01) S. Garejew (55:36) R. Amirow (59:29) | Eisstadion, Davos Zuschauer: 6'300 |

| 28. Dezember 2019 15:10 Uhr | HC Ambrì-Piotta B. Flynn (28:59) M. D’Agostini (35:34) M. D’Agostini (58:42) | 3:0 (0:0, 2:0, 1:0) Spielbericht | TPS Turku | Eisstadion, Davos Zuschauer: 6'300 |

| Pl. |                     | Sp | S | OTS | OTN | N | Tore | Punkte |
| --- | ------------------- | -- | - | --- | --- | - | ---- | ------ |
| 1.  | HC Ambrì-Piotta     | 2  | 2 | 0   | 0   | 0 | 7:1  | 6      |
| 2.  | TPS Turku           | 2  | 1 | 0   | 0   | 1 | 4:6  | 3      |
| 3.  | Salawat Julajew Ufa | 2  | 0 | 0   | 0   | 2 | 4:8  | 0      |

Gruppe Cattini
| 26. Dezember 2019 20:15 Uhr | HC Oceláři Třinec A. Chmielewski (28:31) | 1:4 (0:1, 1:2, 0:1) Spielbericht | Team Canada K. Versteeg (5:45) K. Clark (22:06) K. Clark (26:59) K. Clark (59:49) | Eisstadion, Davos Zuschauer: 6'006 |

| 27. Dezember 2019 20:15 Uhr | HC Davos H. Pesonen (40:35) | 1:4 (0:1, 0:0, 1:3) Spielbericht | HC Oceláři Třinec O. Kovařčík (14:07) R. Martynek (57:19) J. Polanský (58:34) M. Kovařčík (59:59) | Eisstadion, Davos Zuschauer: 6'300 |

| 28. Dezember 2019 20:15 Uhr | Team Canada A. MacDonald (2:18) D. Jeffrey (3:30) E. Fehr (27:16) K. Clark (30:38) A. Grant (37:16) | 5:1 (2:0, 3:0, 0:1) Spielbericht | HC Davos L. Hischier (44:39) | Eisstadion, Davos Zuschauer: 6'300 |

| Pl. |                   | Sp | S | OTS | OTN | N | Tore | Punkte |
| --- | ----------------- | -- | - | --- | --- | - | ---- | ------ |
| 1.  | Team Canada       | 2  | 2 | 0   | 0   | 0 | 9:2  | 6      |
| 2.  | HC Oceláři Třinec | 2  | 1 | 0   | 0   | 1 | 5:5  | 3      |
| 3.  | HC Davos          | 2  | 0 | 0   | 0   | 2 | 2:9  | 0      |

### Finalrunde
|  | Halbfinalqualifikation | Halbfinalqualifikation | Halbfinalqualifikation |  |  | Halbfinal | Halbfinal         | Halbfinal |  |    | Final       | Final             | Final |
|  |                        |                        |                        |  |  |           |                   |           |  |    |             |                   |       |
|  |                        |                        |                        |  |  | C1        | Team Canada       | 6         |  |    |             |                   |       |
|  | T2                     | TPS Turku              | 3                      |  |  | T2        | TPS Turku         | 0         |  |    |             |                   |       |
|  | C3                     | HC Davos               | 1                      |  |  |           |                   |           |  | C1 | Team Canada | 4                 |       |
|  |                        |                        |                        |  |  |           |                   |           |  |    | C2          | HC Oceláři Třinec | 0     |
|  |                        |                        |                        |  |  | T1        | HC Ambrì-Piotta   | 2         |  |    |             |                   |       |
|  | C2                     | HC Oceláři Třinec      | 3                      |  |  | C2        | HC Oceláři Třinec | 3         |  |    |             |                   |       |
|  | T3                     | Salawat Julajew Ufa    | 2                      |  |  |           |                   |           |  |    |             |                   |       |

Halbfinalqualifikation
| 29. Dezember 2019 15:10 Uhr | TPS Turku L. Pajuniemi (15:44) J. Janatuinen (48:42) J. Janatuinen (55:53) | 3:1 (1:1, 0:0, 2:0) Spielbericht | HC Davos Y. Frehner (8:42) | Eisstadion, Davos Zuschauer: 6'036 |

| 29. Dezember 2019 20:15 Uhr | HC Oceláři Třinec J. Polanský (4:36) M. Stránský (20:45) R. Martynek (50:39) | 3:2 (1:0, 1:2, 1:0) Spielbericht | Salawat Julajew Ufa A. Krutschinin (21:15) D. Baschkirow (35:08) | Eisstadion, Davos Zuschauer: 5'606 |

Halbfinal
| 30. Dezember 2019 15:10 Uhr | Team Canada K. Clark (4:40) P. Postma (15:35) C. DiDomenico (33:33) É. Faille (42:53) K. Versteeg (44:47) K. Clark (57:28) | 6:0 (2:0, 1:0, 3:0) Spielbericht | TPS Turku | Eisstadion, Davos Zuschauer: 6'300 |

| 30. Dezember 2019 20:15 Uhr | HC Ambrì-Piotta G. Dal Pian (4:37) B. Flynn (51:06) | 2:3 n. V. (1:0, 0:1, 1:1, 0:1) Spielbericht | HC Oceláři Třinec O. Kovařčík (39:14) V. Dravecký (45:25) M. Stránský (61:46) | Eisstadion, Davos Zuschauer: 6'300 |

Final
| 31. Dezember 2019 12:10 Uhr | Team Canada D. Jeffrey (29:02) I. Mitchell (31:40) K. Versteeg (33:09) D. Jeffrey (44:55) | 4:0 (0:0, 3:0, 1:0) Spielbericht | HC Oceláři Třinec | Eisstadion, Davos Zuschauer: 6'300 |

## Siegermannschaft
| Spengler-Cup-Sieger Team Canada | Torhüter: Brendan Burke, Zachary Fucale, Matt Tomkins Verteidiger: Alex Grant, Andrew MacDonald, Mathew Maione, Ian Mitchell, Maxim Noreau, Paul Postma, Nick Ross, Patrick Wiercioch Stürmer: Zach Boychuk, Kevin Clark, Justin Danforth, David Desharnais, Chris DiDomenico, Éric Faille, Eric Fehr, Dustin Jeffrey, Josh Jooris, Dion Knelsen, Ben Maxwell, Blair Riley, Adam Tambellini, Scottie Upshall, Kris Versteeg, Daniel Winnik Cheftrainer: Craig MacTavish |

### All-Star-Team
| Angriff:      | Kevin Clark – Matt D’Agostini – TRI Aron Chmielewski |
| Verteidigung: | Maxim Noreau – TRI Martin Gernát                     |
| Tor:          | Zachary Fucale                                       |